# 充气娃娃之恋
《充气娃娃之恋》（英語：Lars and the Real Girl）导演克雷格·格里斯佩，主演瑞恩·高斯林、派翠西娅·克拉克森、艾米莉·莫迪默。

## 剧情
该片讲述了“拉斯”这个性格内向、沉默寡言的男人从对“充气娃娃”的热爱到进入社会，追求自己心爱的女子的故事。

## 演出
- 瑞恩·高斯林 出演 拉斯
- 艾蜜莉·摩提默 出演 卡琳
- 保罗·施耐德 出演 格斯
- 凯丽·加纳 出演 玛尔
- 派翠西娅·克拉克森 出演 达格玛
- 莎莉·卡希尔 出演 德波

## 幕后
该片荣膺美国多个奖项提名与得奖。
该片充满荒诞理想主义，同时也夹杂温情、梦想和希望。
该片通过主人公对“充气娃娃”的迷恋，揭露了人需要爱和被爱以及原始的生理需要。